# Filip Kuzmanovski
Filip Kuzmanovski (Bitola, 3 de julio de 1996) es un jugador de balonmano macedonio que juega de lateral izquierdo en el Eurofarm Pelister. Es internacional con la selección de balonmano de Macedonia del Norte.
Su primer gran campeonato con la selección fue el Campeonato Mundial de Balonmano Masculino de 2019.

## Palmarés

### Eurofarm Pelister
- Liga de Macedonia del Norte de balonmano (1): 2024

## Clubes
| Club                  | País                | Año         |
| --------------------- | ------------------- | ----------- |
| RK Pelister           | Macedonia del Norte | - 2015      |
| RK Metalurg Skopje    | Macedonia del Norte | 2015 - 2018 |
| Eurofarm Rabotnik     | Macedonia del Norte | 2018 - 2019 |
| SC Magdeburg          | Alemania            | 2019 - 2020 |
| TSV Hannover-Burgdorf | Alemania            | 2020 - 2023 |
| HSG Wetzlar           | Alemania            | 2023        |
| Eurofarm Pelister     | Macedonia del Norte | 2023 - Act. |